# رزمناو چرنووا اوکراینا

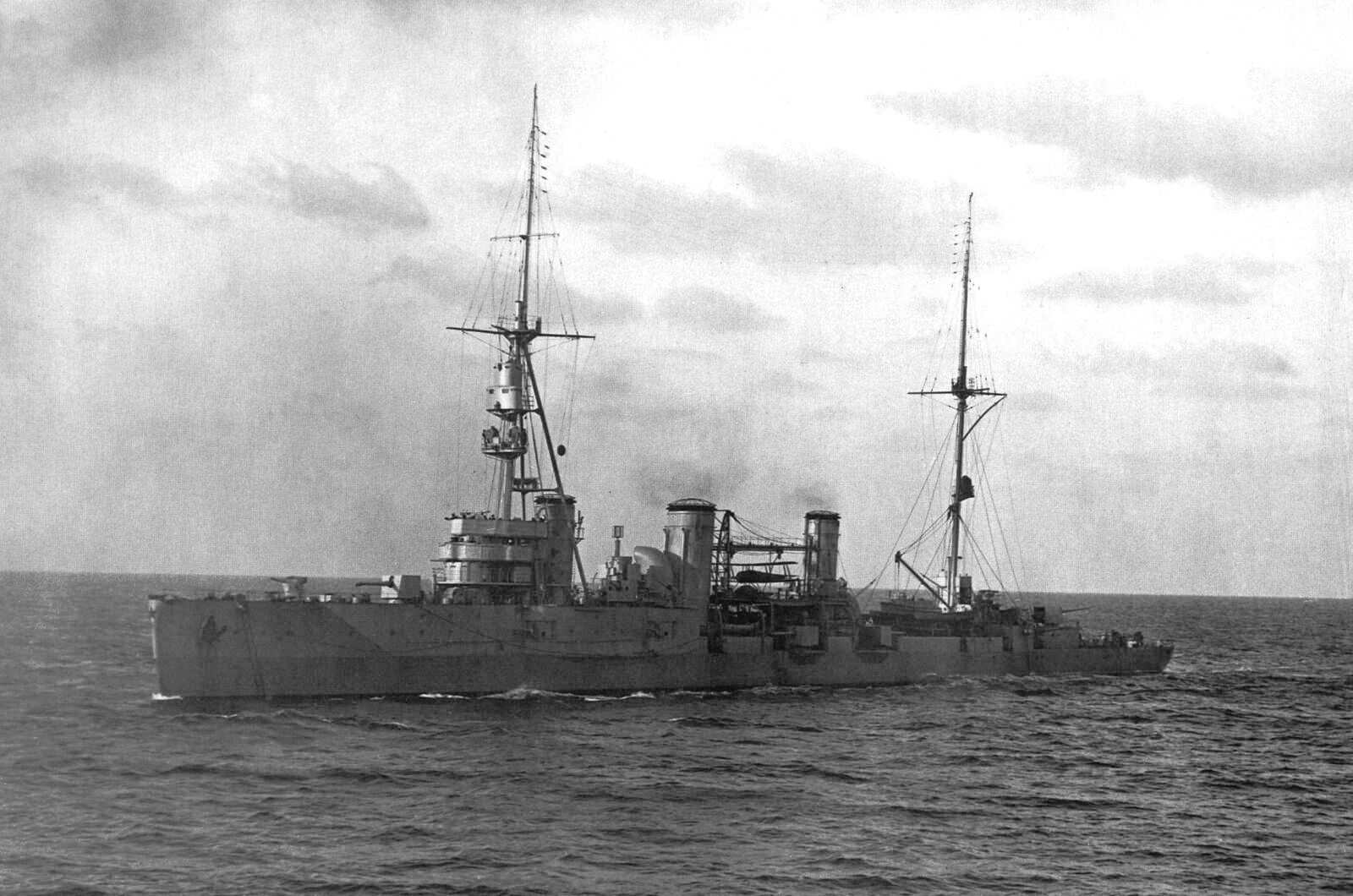
رزمناو چرنووا اوکراینا کشتی جنگی در جنگ جهانی دوم

رزمناو چرنووا اوکراینا (به اوکراینی: "Червона Україна") یک رزمناو سبک سبک آدمیرال خیموف از نیروی دریایی شوروی بود که به ناوگان دریای سیاه اعزام شده بود. در طول جنگ جهانی دوم، او قبل از غرق شدن در سواستوپل در ۱۲ نوامبر ۱۹۴۱ توسط هواپیماهای آلمانی، از نیروهای شوروی در طول محاصره اودسا و سواستوپل حمایت دریایی می‌کرد. این رزمناو در سال ۱۹۴۷ ساخته شد و قبل از تبدیل شدن به یک کشتی هدف در سال ۱۹۵۰ به عنوان یک هالک آموزشی مورد استفاده قرار گرفت. این رزمناو آخرین رزمناو روسی بود که در سال ۱۹۴۱ غرق شد.

### جنگ جهانی دوم
چرنووا اوکراینا، همراه با رزمناوهای Krasny Kavkaz، Komintern  و تعدادی ناوشکن، در ۲۲ ژوئن ۱۹۴۱ موانع مینی دفاعی برای محافظت از پایگاه ناوگان دریای سیاه در سواستوپل ایجاد کردند و در طول محاصره اودسا از نیروهای شوروی پشتیبانی می‌کرد و از کاروان‌هایی را که لشکر ۱۵۷ تفنگی را در سپتامبر ۱۹۴۱ به اودسا آوردند را مورد اسکورت و محافظت قرار می‌داد. او در ماه اکتبر که دستور تخلیه اودسا صادر شد، کاروان‌هایی را از اودسا به سواستوپل اسکورت کرد. در طول محاصره سواستوپل، چروونا اوکراین از نیروها با تیراندازی حمایت می‌کرد و نیروهای منفصل را از سایر نقاط کریمه به سواستوپل تخلیه کرد و نیروهای کمکی را از بنادر قفقاز آورد. چرنووا سه بار در خلیج جنوبی سواستوپل مورد اصابت بمب‌های بمب‌افکن غواصی Junkers Ju 87 Stuka آلمان قرار گرفت. اسلحه‌های روی این رزمناو نجات یافتند و بیشتر اسلحه‌ها و خدمه در دفاع بندر مورد استفاده قرار گرفتند،